# Улица Зайни Султана (Казань)
Улица Зайни Султана (тат. Зәйни Солтан урамы, Zäyni Soltan uramı, زەينى سۈلتان ورامىٰ) — улица в Вахитовском районе Казани. Названа в честь актёра и режиссера Зайни Султана (Зайни Губайдуллович Султанов, 1892-1952).

## География
Пересекается со следующими улицами:
- улица Шигабутдина Марджани
- улица Каюма Насыри
- улица Габдуллы Тукая

## История
До революции 1917 года носила название Поперечная 1-я улица или 1-я Поперечно-Захарьевская улица и относилась к 5-й полицейской части г. Казани. В 1914 году постановлением Казанской городской думы улица была переименована в Марджанийский переулок, но реально это название не использовалось. Со второй половины 1920-х гг. называлась улицей Поперечно-Насыри.
Современное название присвоено 26 марта 1958 года.
В первые годы советской власти административно относилась к 5-й части города; после введения в городе административных районов относилась к Сталинскому (с 1956 года Приволжскому, 1935–1994) и Вахитовскому (с 1994 года) районам.

## Примечательные объекты
- №1/16 — усадьба Вали-бая.
- №6/19 — здание медресе «Марджания».
- №12 — дом Губайдуллиных.[19]